# Пенсилванија
Пенсилванија (енгл. Pennsylvania), званично Комонвелт Пенсилванија (енгл. Commonwealth of Pennsylvania), држава је САД. Налази се у регионима Великих језера, Североистока и Средњег Атлантика. Граничи се са Делавером на југоистоку, Мерилендом на југу, Западном Вирџинијом на југозападу, Охајом на западу, језерима Ири и Онтарио који чине границу са Канадом на северозападу, Њујорком на северу и Њу Џерзијем на истоку. Планине Апалачи се простиру дуж целе државе. По подацима из 2020. Пенсилванија је имала 13.011.844 становника. Пенсилванија је на 33. месту по величини, на 6. месту по броју становника и на 9. месту по густини насељености међу 50 држава. Главни град је Харисбург, а највећи град је Филаделфија. Остали већи градови су Питсбург, Алентаун и Ири.

## Географија
Пенсилванија је 274 km од севера ка југу и 455 km од истока према западу. Од укупно 119.282 km², 116..075 km² је копно, 1.269 km² су унутрашње воде, а 1.940km² су воде у језеру Ерие. То је 33. држава по величини у Сједињеним Државама. Пенсливанија има 82 km обале дужине језера Ерие и 92 km обале дужине ушћа Делавера. Њене границе су Мејсон—Диксонова линија на југу, Круг од дванаест миља тачно на граници са Делавером, река Делавер на истоку. Једина је држава која се не граничи са Атлантским океаном.
Пенсилванија се граничи са 6 других држава, а то су: Њујорк на северу, Њу Џерзи на истоку, Делавер и Мериленд на југоистоку, Западна Вирџинија на југозападу и Охајо на западу.
Она има градове: Рединг, Лебанон и Ланкастер на југоистоку, Питсбург на југозападу, три града Алентаун, Бетлехем и Истон у центру (иначе познат као Lehigh Valley). 

### Клима
Пенсилванија има разноврсну климу, иако цела држава има хладне зиме и влажна лета.
Већи део Филаделфије има неке карактеристике влажне суптропске климе, па прекрива велики део Делавера и Мериленда на југу.
Кретањем ка планинској унутрашњости државе, клима постаје хладнија, број облачних дана се повећава. Западне области државе, посебно локације близу језера Ири, могу да приме више од 250 cm падавина годишње. Пенсилванија може бити предмет временских непогода од пролећа до лети у јесен.

## Историја
Прије него што су се Европљани доселили у ове просторе, у њима су живјели припадници домаћих племена Индијанаца: Делавери, Ирокези, Сасквеханок, Шони, Ири и други.
Године 1681, Чарлс II од Енглеске додијелио је ове просторе Вилијаму Пену, у замјену за 20.000 фунти (сразмјерно око 30 милиона америчких долара 2007)) које је дуговао његовом оцу, адмиралу Вилијаму Пену. То је била једна од највећих додјела земље појединцу у историји. Простори су названи именом Пенсилванија, што је значило „Пенове шуме“, у част адмирала Вилијама Пена. Вилијам Пен је хтио да се простор назове само Силванија, пошто се бојао да ће људи помислити да га је назвао по себи, али тадашњи краљ Енглеске Чарлс није дозволио промјену имена.
Пен је основао владу са двјема иновацијама, које су се доцније често користиле у земљама „Новог свијета“: основао је окружну комисију и загарантовао право вјероисповијести.
Будући да није имала ни злата ни сребра, Пенсилванија је, иако колонија, штампала сопствену папирну валуту у периоду од 1730. до 1764. када је ступио на снагу Закон о валути. Тај папирни новац је био познат као енгл. Colonial Scrip (дословно „колонијални папирић“).
На Првом континенталном конгресу 1774. 12 колонија је послало своје представнике. Први континентални конгрес се састао у Филаделфији, гдје је и потписана Декларација о независности САД. Међутим, када су британске снаге напале и заузеле град, Континентални конгрес се повукао ка западу, у Ланкастер, у Пенсилванији, гдје се поново састао у суботу, 27. септембра 1777. а потом у Јорк. Ту је написан уговор о конфедерацији, којим су 13 независних колонија постале нова нација. Касније је написан и нови устав САД, и за то је поново изабрана Филаделфија.
Пенсилванија је била друга држава која је ратификовала амерички устав, 12. децембра 1787, пет дана након Делавера.

## Демографија
| 1900.     | 1910.     | 1920.     | 1930.     | 1940.     | 1950.      | 1960.      | 1970.      | 1980.      | 1990.      | 2000.      | 2010.      |
| --------- | --------- | --------- | --------- | --------- | ---------- | ---------- | ---------- | ---------- | ---------- | ---------- | ---------- |
| 6.302.115 | 7.665.111 | 8.720.017 | 9.631.350 | 9.900.180 | 10.498.012 | 11.319.366 | 11.793.909 | 11.863.895 | 11.881.643 | 12.281.054 | 12.702.379 |

Пенсилванија је имала 12.763.536 становника 2012. године. Од 2010. број становника се повећао за о,5%.
Од људи који живе у Пенсилванији, 74,5% је ту и рођено, 18,4% у другој америчкој држави, 1,5% у Порторику, САД или су рођени у иностранству, а родитељи су им Американци, док је 5,6% рођено у иностранству.
81,9% су белци, 11,3% су Црнци или Афроамериканци, 0,3% Амерички Индијанци, 2,9% су азијског порекла, а 1,9% су остале расе (према попису из 2010. године). 
5,9% од укупног становништва је било хиспано или латино порекла (могу бити било које расе).
32,1% деца млађа од 1. године су била мањина у Пенсилванији (по попису из 2011. године).
| Демографија Пенсилваније                                                                       | Демографија Пенсилваније | Демографија Пенсилваније | Демографија Пенсилваније | Демографија Пенсилваније | Демографија Пенсилваније |
| Боја                                                                                           | Бијелци                  | Црнци                    | ИЕ*                      | Азијати                  | ХП*                      |
| ---------------------------------------------------------------------------------------------- | ------------------------ | ------------------------ | ------------------------ | ------------------------ | ------------------------ |
| 2000 (укупан број)                                                                             | 87,60%                   | 10,71%                   | 0,43%                    | 2,04%                    | 0,07%                    |
| 2000 (само латино-американци)                                                                  | 2,74%                    | 0,44%                    | 0,06%                    | 0,03%                    | 0,02%                    |
| 2005 (укупан број)                                                                             | 86,83%                   | 11,20%                   | 0,45%                    | 2,46%                    | 0,09%                    |
| 2005 (само латино-американци)                                                                  | 3,52%                    | 0,53%                    | 0,07%                    | 0,05%                    | 0,02%                    |
| Раст 2000–05 (укупан број)                                                                     | 0,32%                    | 5,83%                    | 5,64%                    | 22,23%                   | 18,99%                   |
| Раст 2000–05 (без латино-американаца)                                                          |                          |                          |                          |                          |                          |
| 5,21%                                                                                          | 2,77%                    | 21,86%                   | 14,13%                   |                          |                          |
| Раст 2000–05 (само латино-американци)                                                          | 29,86%                   | 20,24%                   | 23,61%                   | 45,64%                   | 35,44%                   |
| * ИЕ означава Индијанце и Ескиме, а ХП означава Хавајчане и потомке домородаца острва Пацифика |                          |                          |                          |                          |                          |

### Највећи градови
| Филаделфија Питсбург | 1.  | Филаделфија | 1.526.006 | Алентаун Ири |
| Филаделфија Питсбург | 2.  | Питсбург    | 305.704   | Алентаун Ири |
| Филаделфија Питсбург | 3.  | Алентаун    | 118.032   | Алентаун Ири |
| Филаделфија Питсбург | 4.  | Ири         | 101.786   | Алентаун Ири |
| Филаделфија Питсбург | 5.  | Рединг      | 88.082    | Алентаун Ири |
| Филаделфија Питсбург | 6.  | Скрантон    | 76.089    | Алентаун Ири |
| Филаделфија Питсбург | 7.  | Бетлехем    | 74.982    | Алентаун Ири |
| Филаделфија Питсбург | 8.  | Ланкастер   | 59.322    | Алентаун Ири |
| Филаделфија Питсбург | 9.  | Харисбург   | 49.528    | Алентаун Ири |
| Филаделфија Питсбург | 10. | Алтуна      | 46.310    | Алентаун Ири |